# Lindelse Sogn
Lindelse Sogn er et sogn i Langeland-Ærø Provsti (Fyens Stift).
I 1800-tallet var Lindelse Sogn et selvstændigt pastorat. Det hørte til Langelands Sønder Herred i Svendborg Amt. Lindelse sognekommune blev ved kommunalreformen i 1970 indlemmet i Sydlangeland Kommune, der ved strukturreformen i 2007 indgik i Langeland Kommune.
I Lindelse Sogn ligger Lindelse Kirke.
I sognet findes følgende autoriserede stednavne:
- Arnskoven (bebyggelse)
- Eskilsø (areal)
- Gillesbjerg (areal)
- Helleved (bebyggelse)
- Hennetved (bebyggelse, ejerlav)
- Herslev (bebyggelse, ejerlav)
- Illebølle (bebyggelse, ejerlav)
- Klæsø (bebyggelse)
- Kumlehøje (bebyggelse)
- Kværnen (areal)
- Lindelse (bebyggelse, ejerlav)
- Lindø (areal)
- Mariendal (landbrugsejendom)
- Polleskov Huse (bebyggelse)
- Påø (bebyggelse)
- Stat-ene (bebyggelse)
- Stevne (bebyggelse)
- Vindeby (bebyggelse, ejerlav)